# Уолтон, Марк
Марк Уо́лтон (англ. Mark Walton; род. 24 октября, 1968) — американский кинооператор, сценарист, актёр озвучивания. Выдающийся специалист на студии Walt Disney Animation Studios. Всемирную известность получил благодаря озвучиванию главного героя — хомяка Рино в компьютерном анимационном фильме «Вольт».

## Биография
Марк Уолтон родился и вырос в Солт-Лейк-Сити, штат Юта, США. Окончил городскую школу «East High School». Также учился в Университете штата Юта, расположенном в городе Логан. Мечтал стать художником любого направления или иллюстратором. Собирался работать создателем компьютерных игр, но получил приглашение на студию «Дисней».

## Карьера
Карьеру Марк Уолтон начал в 1995 году во флоридском подразделении Анимационной студии Уолта Диснея, в должности практиканта. Был организатором одного из рекламных туров студии, после чего получил приглашение на должность ассистента во время разработки сюжета для анимационного фильма «Тарзан». Во время создания анимационного фильма «Вольт», при работе с наложением звуковой дорожки реплик главных героев, Марк, по мнению режиссёров, настолько точно подходил своим голосом к озвучиванию хомяка Рино, что его выбрали в качестве основного озвучивающего актёра главного героя. В настоящее время в обязанности Уолтона входит разработка внешних видов и образов персонажей фильмов, проработки их взаимоотношений, диалогов. Также сториборды, главные и второстепенные планы анимационных фильмов, внешний вид и соответствие важных элементов основных действий анимаций.

## Фильмография[2]

### Оператор
- Полицейский-психопат (1989)

### Автор сюжета
- Тарзан (1999)
- Девочка со спичками (2006)

### Художник сторибордов
- Independent Lens (2006)
- Гномео и Джульетта (2011)

### Автор сценария
- Не бей копытом (2004)
- Цыплёнок Цыпа (2005)
- В гости к Робинсонам (2007)

### Озвучивание фильмов
- Не бей копытом (2004)
- Цыплёнок Цыпа (2005)
- Вольт (2008)
- Супер Рино (2009)

### Озвучивание видеоигр
- Цыплёнок Цыпа (2005)
- Вольт (2009)